# Дом, где родился Ю. Ф. Лисянский
Дом, где родился Ю. Ф. Лисянский — памятник архитектуры и истории местного значения в Нежине. Сейчас здесь размещается мемориальный дом-музей Юрия Лисянского.

## История
Изначально объект был внесён в «список памятников архитектуры вновь выявленных» под названием Дом священника церкви Иоанна Богослова.
Приказом Министерства культуры и туризма от 14.05.2012 № 478 присвоен статус памятник архитектуры и истории местного значения с охранным № 5570-Чр под названием Дом, где родился Ю. Ф. Лисянский.

## Описание
Дом был построен в середине 18 века. Использовался как помещение священников церкви Иоанна Богослова (расположенной непосредственно южнее). В этом доме в период 1760-1803 годы проживала семья нежинского протоиерея Фёдора Герасимовича Лисянского. В 1773 году в этом доме в семье священника Фёдора Лисянского родился выдающийся мореплаватель, исследователь, писатель, военный моряк Юрий Фёдорович Лисянский, который был командиром шлюпа «Нева» во время первой российской кругосветной экспедиции (1803—1806 годы).
Одноэтажный, Г-образный в плане дом с верандой.
На фасаде дома установлена мемориальная доска Ю. Ф. Лисянскому.
Здесь, как и в церкви Иоанна Богослова, размещалось Нежинское отделение Государственного архива Черниговской области.
Восточнее дома — между домом и домом городского комитета КПУ расположен сквер Лисянского, где установлен памятник Ю. Ф. Лисянскому (улица Гоголя, дом № 6).